# Estación La Normal
La Normal es la undécima estación de la Línea 3 del Tren Eléctrico de Guadalajara en sentido sur-oriente a nor-poniente, y la octava en sentido opuesto. Es una de las cinco estaciones subterráneas de dicha línea, así como la de extremo norte del túnel ferroviario con salida a superficie y hacia el viaducto elevado Guadalajara-Zapopan.
Sobre la estación hay una terminal de autobuses urbanos conocida como Centro de Transferencia Multimodal (abreviado como CETRAM), cuya función es facilitar el transbordo del tren al autobús y viceversa.
Esta estación se ubica junto a la Glorieta La Normal, de la que toma su nombre. La tuneladora La Tapatía comenzó a construir el túnel para la línea 3 desde este punto geográfico el 6 de junio de 2016. Tras un año de retraso, el túnel fuie concluido en la estación Plaza de la Bandera el 24 de mayo de 2018.
Debido a filtraciones de aguas negras que se presentaron en el Centro Universitario de Ciencias Sociales y Humanidades a consecuencia de las obras de excavación, un representante de la Secretaría de Comunicaciones y Transportes aseguró que se está en discusión con el rector el pago por los daños causados; aunque no precisó el monto debido a que el ajustador habría recién acudido a constatar dichas afectaciones.
El logotipo de la estación es una imagen frontal del tren y tres autobuses (el tren se ubica en la parte superior y los autobuses en la parte inferior), en alusión al CETRAM.

## Puntos de interés
- Parque Glorieta La Normal
- Escuela Normal de Jalisco
- Centro Universitario de Ciencias Sociales y Humanidades
- Dirección General del Registro Civil en el Estado de Jalisco (Prol. Alcalde esq. Chihuahua)
- Secretaría de Administración del Estado de Jalisco
- Secretaría de Infraestructura y Obra Pública (SIOP)
- Instituto de la Infraestructura Física Educativa del Estado de Jalisco (INFEJAL)
- Instituto de Pensiones del Estado de Jalisco
- Archivo Histórico del Estado de Jalisco (calle Tablada)
- Instituto Jalisciense de Asistencia Social (calle Magisterio esq. Tamaulipas)
- Catastro (Registro Público de la Propiedad)

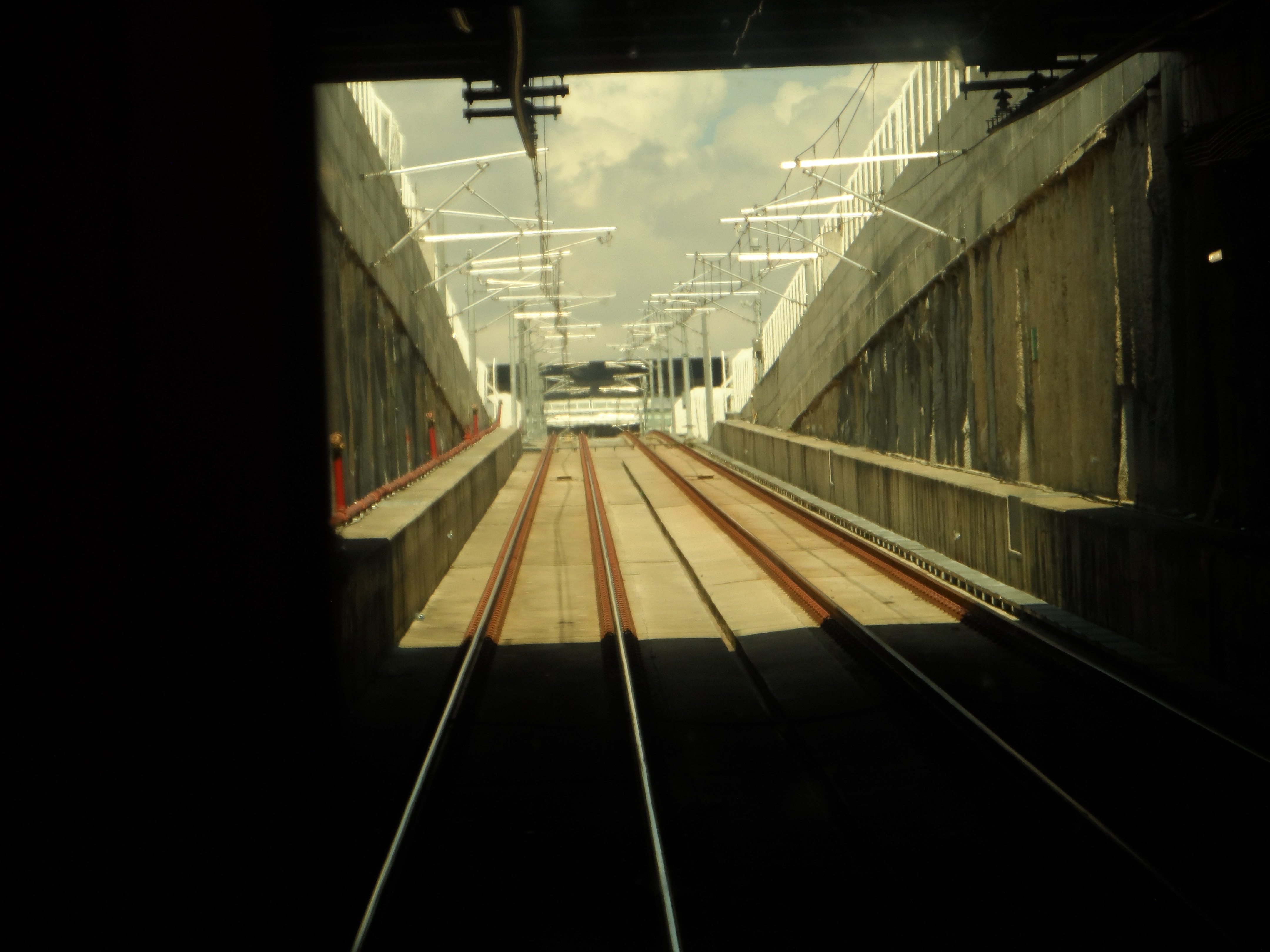
Rampa de conexión entre el primer viaducto elevado y el túnel subterráneo de la línea 3, entre las estaciones Ávila Camacho y La Normal.

- Clínica 51 del IMSS
- CODE Jalisco
- Parque Alcalde
- Acuario Michin
- Planetario "Lunaria"
- Parque Lineal Normalistas
- Centro Comercial La Normal